# Krzysztof Kononowicz
Krzysztof Kononowicz (ur. 21 stycznia 1963 w Kętrzynie, zm. 6 marca 2025 w Białymstoku) – polski działacz polityczny i samorządowy, aktywista lokalny i wideobloger.
W 2006 kandydował na urząd prezydenta Białegostoku oraz do białostockiej rady miejskiej. Stał się szerzej popularny po publikacji w serwisie YouTube swojego przemówienia w studiu wyborczym TV Jard. O osobie Krzysztofa Kononowicza oraz fenomenie, jaki wytworzył, pisały także liczne serwisy i media zagraniczne.

## Życiorys

### Pochodzenie i młodość
Pochodził z rodziny o korzeniach kresowych. Urodził się w Kętrzynie jako syn Bronisława Kononowicza (1908–2004) i Leonardy z d. Bykowicz (1930–2012). Miał dwóch braci: Bogumiła (zm. 2013) i Mariana (ur. i zm. ok. 1962).
Jego ojciec podczas II wojny światowej służył w Armii Krajowej, w latach 1949–1954 był więźniem łagrów. Następnie ożenił się i wraz z żoną mieszkał w miejscowości Strzelce (w której się urodził) na terenie Białoruskiej SRR. Do Polski Kononowiczowie przyjechali w 1958 w ostatniej repatriacji ludności polskiej. Osiedli na Mazurach, we wsi Wilkowo. W 1975 przeprowadzili się do Białegostoku.
W Białymstoku Krzysztof Kononowicz ukończył szkołę podstawową oraz zasadniczą szkołę zawodową, jako kierowca-mechanik. Następnie odbył zasadniczą służbę wojskową, a później zajmował się gospodarstwem rodziców. Był członkiem Niezależnego Samorządnego Związku Zawodowego „Solidarność” w Białymstoku, aż do 2002, kiedy to zrezygnował z członkostwa w związku.
Od 1994 był bezrobotny. Wcześniej pracował w firmie Trans Mlecz, sprzątał w białostockim Urzędzie Miejskim, a także był zatrudniony jako kierowca autobusu w nieistniejącym już MPK Białystok.

### Początki działalności publicznej – starty w wyborach

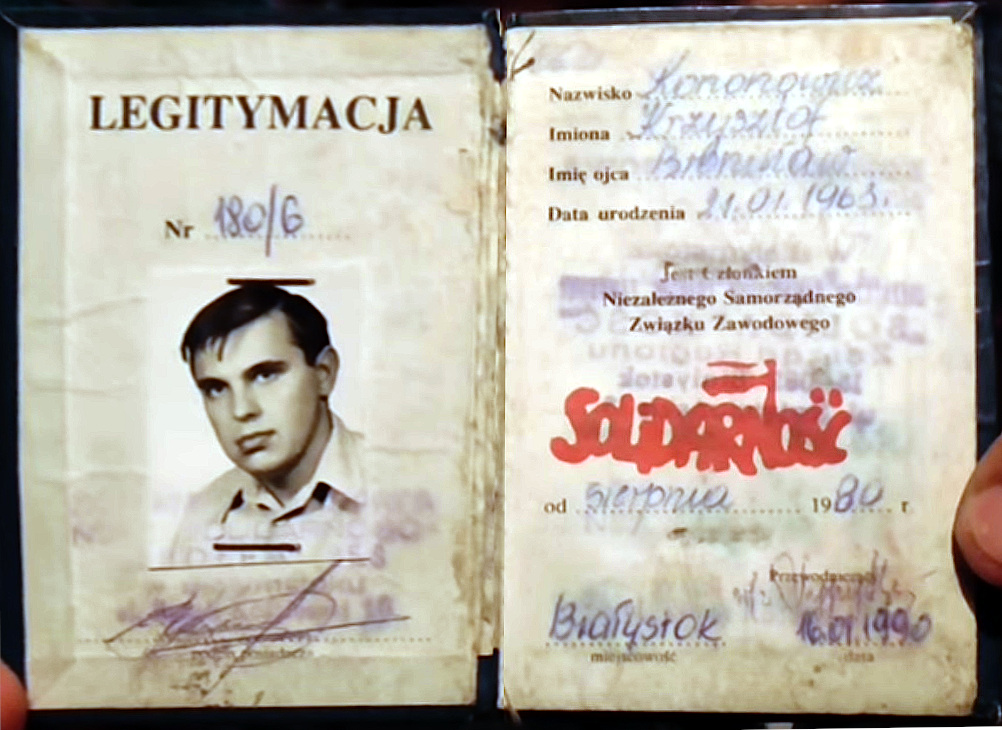
Legitymacja NSZZ „Solidarność” należąca do Kononowicza

W wyborach samorządowych w 2006 kandydował z listy KWW Podlasie XXI wieku na urząd prezydenta Białegostoku (uzyskał 1676 głosów, co przełożyło się na 1,89% poparcia i przedostatnią, szóstą pozycję wśród wszystkich startujących) oraz do rady miejskiej Białegostoku z okręgu wyborczego numer 4 (zdobył 102 głosy). Jego rzecznikiem prasowym w okresie kampanii wyborczej był lokalny działacz społeczny Adam Czeczetkowicz.
Stał się szerzej znany po publikacji w serwisie YouTube swojego przemówienia ze Studia Wyborczego TV Jard. Jego fragmenty pokazały również główne serwisy informacyjne największych stacji telewizyjnych m.in. Fakty, Wydarzenia, Wiadomości i Teleexpress. Fenomen kandydata Krzysztofa Kononowicza na prezydenta Białegostoku komentowały również portale internetowe: Onet.pl, Interia.pl, Gazeta.pl. Popularnością zaczęły cieszyć się liczne wypowiedzi Krzysztofa Kononowicza, takie jak:

(...) Żeby nie było bandyctwa, żeby nie było złodziejstwa, żeby nie było niczego.

lub

(...) nie będzie biurokractwa, nie będzie łachmaństwa (...)

Także w 2006 założył Biuro Interwencji Obywatelskich, organizację społeczną działającą w Białymstoku.
O osobie i fenomenie Krzysztofa Kononowicza pisały również liczne media zagraniczne, m.in. niemiecki „Der Spiegel” oraz australijski „The Sydney Morning Herald”. Dziennik „Rzeczpospolita” ujawnił jednak, że za medialnym wykreowaniem oraz namówieniem Krzysztofa Kononowicza do startu w wyborach stali Adam Czeczetkowicz, który był jego rzecznikiem, oraz historyk dr Marek Czarniawski. Obydwaj byli członkami i działaczami Polskiej Partii Narodowej, a start Kononowicza miał za zadanie wypromowanie stworzonego przez nich komitetu wyborczego.
20 maja 2007 wziął udział w powtórzonych wyborach do Sejmiku Województwa Podlaskiego, gdzie kandydował ponownie z pierwszego miejsca na liście KWW Podlasia XXI wieku w okręgu wyborczym nr 1. Uzyskał poparcie na poziomie 295 głosów. Podczas wyborów parlamentarnych w 2007 był członkiem białostockiej komisji wyborczej numer 101. Sam KWW Podlasie XXI wieku nie zebrał wystarczającej do startu w wyborach liczby podpisów.

### Zła sytuacja materialna i działalność na YouTube
Pod koniec 2010, w związku ze swoją złą sytuacją materialną, ogłosił apel o pomoc finansową, co szybko spotkało się ze spontaniczną reakcją internautów. Uzbierano w kilkanaście dni kwotę 5859 złotych. Okazało się, że zbiórka została przeprowadzona nielegalnie. Pieniądze zostały ostatecznie dostarczone Kononowiczowi.
We wrześniu 2015 został we własnym domu napadnięty i okradziony, a także ciężko pobity. W czerwcu 2016 Sąd Okręgowy w Białymstoku skazał napastników na kary pozbawienia wolności. Kolejny raz został napadnięty, pobity i okradziony we własnym domu 9 grudnia 2019. Sprawcami byli trzej mężczyźni.
Od 2015 filmy nagrywane z udziałem Krzysztofa Kononowicza ponownie zaczęły zdobywać dużą popularność w serwisie YouTube. Filmy charakteryzowały się amatorskim sposobem nagrywania i absurdalną, kontrowersyjną tematyką. Z czasem filmy przedstawiające życie Kononowicza, Wojciecha „Majora” Suchodolskiego, innych współlokatorów Kononowicza i jego znajomych oraz tzw. redaktorów, zajmujących się nagrywaniem filmów, ich montażem oraz opieką nad Kononowiczem, zaczęto określać mianem Uniwersum Szkolna 17 (od adresu zamieszkania Kononowicza).
Na samym początku stycznia 2020 kanał Kononowicza w serwisie YouTube przekroczył próg 100 tysięcy subskrypcji, a filmy zostały obejrzane ponad 26 milionów razy. Filmy Kononowicza były podawane jako przykład zjawiska patostreamingu, z racji prezentowania libacji alkoholowych czy wulgarnych kłótni między Kononowiczem a jego współlokatorem Wojciechem „Majorem” Suchodolskim (zm. 2023).
W kwietniu 2020 znów uzyskał rozgłos w mediach ogólnopolskich po tym, jak publicznie stwierdził, że wirus SARS-CoV-2 nie istnieje, oraz zachęcał do łamania przepisów wprowadzonych w związku z pandemią COVID-19.

### Śmierć
Pod koniec grudnia 2024 Kononowicz trafił do szpitala, następnie został wprowadzony w stan śpiączki farmakologicznej. W lutym 2025 został umieszczony w hospicjum, gdzie zmarł 6 marca tego samego roku. Został pochowany 12 marca na cmentarzu parafialnym przy ul. św. Andrzeja Boboli w Białymstoku.

## Kontrowersje wokół opieki nad Kononowiczem
W 2022 był bohaterem jednego z odcinków programu Sprawa dla reportera, prowadzonego przez Elżbietę Jaworowicz. W sprawie emisji odcinka ukazującego sprawę Kononowicza Rzecznik Praw Obywatelskich zainterweniował w Krajowej Radzie Radiofonii i Telewizji ponieważ uznał, że przedstawiane w programie treści nagrań często mają charakter wulgarny, przemocowy, a przede wszystkim uwłaczający godności tej osoby. KRRiT wszczęła postępowanie wyjaśniające.
Przedmiotem kontrowersji stała się opieka nad Kononowiczem ze strony ekipy kanału Mleczny Człowiek (na którym publikowane były nagrania przedstawiające Kononowicza). Samozwańczy opiekunowie Kononowicza byli oskarżani o m.in. wykorzystywanie finansowe bohatera materiałów, poniżanie go oraz inwigilację. W tym czasie znacząco pogorszyły się stan zdrowia i mobilność Kononowicza. W 2024 zapowiedziano zakończenie działalności kanału, ale nie doszło ono do skutku.
17 kwietnia 2025 Prokuratura Rejonowa Białystok-Południe wszczęła śledztwo w sprawie znęcania się psychicznego nad Kononowiczem w okresie między 22 grudnia 2022 a 6 marca 2025.

## Obecność w kulturze masowej
- Kononowicz wystąpił w filmie fabularnym Ciacho wcielając się w rolę prokuratora[61].
- W 2007 wystąpił w reklamie radiowej firmy Netia[62].
- Wystąpił w teledysku do utworu „Nie będzie niczego” hip-hopowego zespołu Grupa Operacyjna[63].

## Wyniki wyborcze
| Wybory | Komitet wyborczy       | Organ                                       | Okręg | Wynik        |
| ------ | ---------------------- | ------------------------------------------- | ----- | ------------ |
| 2006   | KWW Podlasie XXI Wieku | Prezydent Miasta Białegostoku               | –     | 1676 (1,89%) |
| 2006   | KWW Podlasie XXI Wieku | Rada Miasta Białegostoku                    | nr 3  | 102 (0,71%)  |
| 2007   | KWW Podlasie XXI Wieku | Sejmik Województwa Podlaskiego III Kadencji | nr 1  | 295 (0,01%)  |